# Procurador romano
Se llama procurator o procurador entre las magistraturas romanas a quienes ostentaban un cargo, normalmente relacionado con la administración financiera. A partir de quienes como el procurator Augusti tenían jurisdicción sobre aspectos privados fue evolucionando hacia un poder cada vez mayor comparable al del gobernador.
Como título nace durante el último período de la república y evoluciona en diversas modalidades durante el imperio.

## Procurator Augusto
Procurator Augusto es el título asignado durante el Imperio romano a las personas que tenían el mandato del emperador en diversas ramas de la administración.
Retoma el título asignado al beneficiario de la procuratio durante la república. La esfera de competencia del procurator republicano era el derecho privado, donde era una especie de mandatario judicial (véase por ejemplo el cargo de procurator omnium bonorum). Fuera del ámbito privado, Cicerón precisa que la procuratio: 

id ad privatum officium, non ad statum rei publicae pertinet
ejerce en temas privados y no al estado de la república
Ad Fam, XI 28

En realidad, la lucha entre las diversas facciones llevó ya en los últimos decenios de la república al emerger de agentes plenipotenciarios de los imperatores, muchas veces designados con el nombre de procurator.
Entre la tarda república y el primer imperio no parece haber ninguna diferencia: el princeps se comporta exactamente como un privatus, confiando toda la administración financiera de su competencia a esclavos, libertos o caballeros que tenían el título de procurator Augusti. Estos últimos se ocupaban en las provinciae Caesaris de toda la administración financiera (por una parte la cobranza de impuesto y los gastos públicos, pero también el mantenimiento del ejército, de las infraestructuras, etc. además de la gestión de las propiedades imperiales presentes en la provincia confiada), mientras que en las provincias del pueblo del pueblo solo de la Res Caesaris. Estas figuras se llamaban procuradores financieros. 

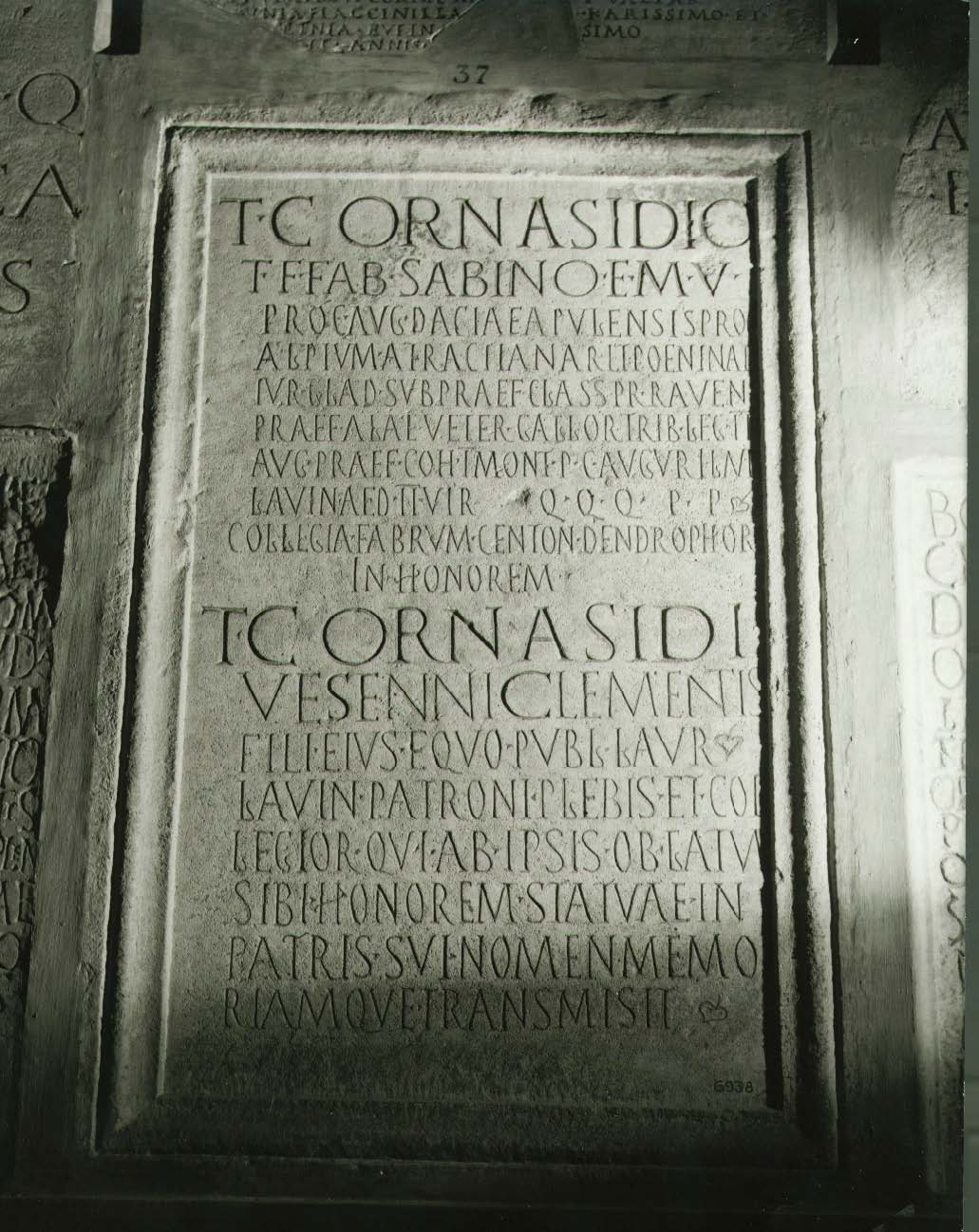
CIL IX 5438. La carrera de Cornasidio Sabino, procurador de Augusto. Inicios del siglo III d. C.

A partir del principado de Claudio, todas las provincias ecuestres de nueva constitución pasaron a ser procurationes y, con excepción de Egipto, el título de los gobernadores no fue ya el de praefectus sino de procurator. Solo en Cerdeña hay testimonios del uso de praefectus hasta tiempos de Nerón, cuando el título de praefectus se unió al de procurator (de hecho se decía: procurator et praefectus provinciae Sardiniae). Estos gobernadores ejercían los mismos poderes de los legados y de los procónsules, poseían la máxima autoridad de mandar las tropas de la ciudad, las legiones. El conjunto de los procuradores-gobernadores es llamado “procuradores presidiales”.
Al transcurrir el período imperial, a partir de fines del siglo I d. C., el título de procurator fue asignado también a los encargos palatinos, con sede en Roma, responsables de oficios destinados al control central de determinadas entradas del imperio: es el caso, por ejemplo, del procurator XX hereditatium. Entre el siglo II y d sea en ámbito urbano como provincial se añadieron cada vez más algunas procuradorías (en el orden de algunas decenas) destinadas a controlar los diversos ámbitos de la máquina administrativa romana.
En edad Julio-Claudia, los procuradores fueron elegidos entre los libertos o caballeros, luego normalmente solo entre estos últimos. Las procuradurías se dividían en tres categorías de rango conectadas a la importancia de cada una y por tanto con valores crecientes de paga recibida, duraban un año. Aunque el estipendio había sido fijado ya en tiempos de Augusto, fue desde Claudio que las diversas procuradorías se empezaron a distinguir de manera clara.
En los primeros decenios del imperio, muchas veces aparecía tras el título de procurator el nombre completo del emperador (v.gr. procurator Tiberii Caesaris Augusti); desde tiempos de Claudio, se difunde una titulación más simple, como procurator Augusti, sin más precisiones, en referencia a la posición superior del príncipel La función procuratorial asumí un carácter cada vez más público.

## Procurator XX hereditatum
El procurator XX hereditatum era un procurador de rango ecuestre que se ocupaba del cobro del impuesto sobre la herencia de los ciudadanos romanos, estimada en el 5% (la vigésima parte) del total de los bienes heredados. El impuesto que fue instituido por Augusto fue confiado al inicio a un liberto, luego durante el siglo I a un caballero.
El cargo implicaba el control del cobro sobre la herencia de los ciudadanos de todo el imperio y tenía su sede en Roma, donde llegaban las contribuciones entregadas en cada provincia y en Italia. El procurator XX hereditatum era nombrado directamente por el emperador y solo a él rendía cuentas. Bajo su autoridad tenía un comitatus de libertos y esclavos que organizaban la oficina del impuesto indirecto (es decir, que se daba solo a los ciudadanos romanos).
Era un encargo de carácter financiero, importante y situado entre los encargos de mayor relieve.

## Procurator pro legato

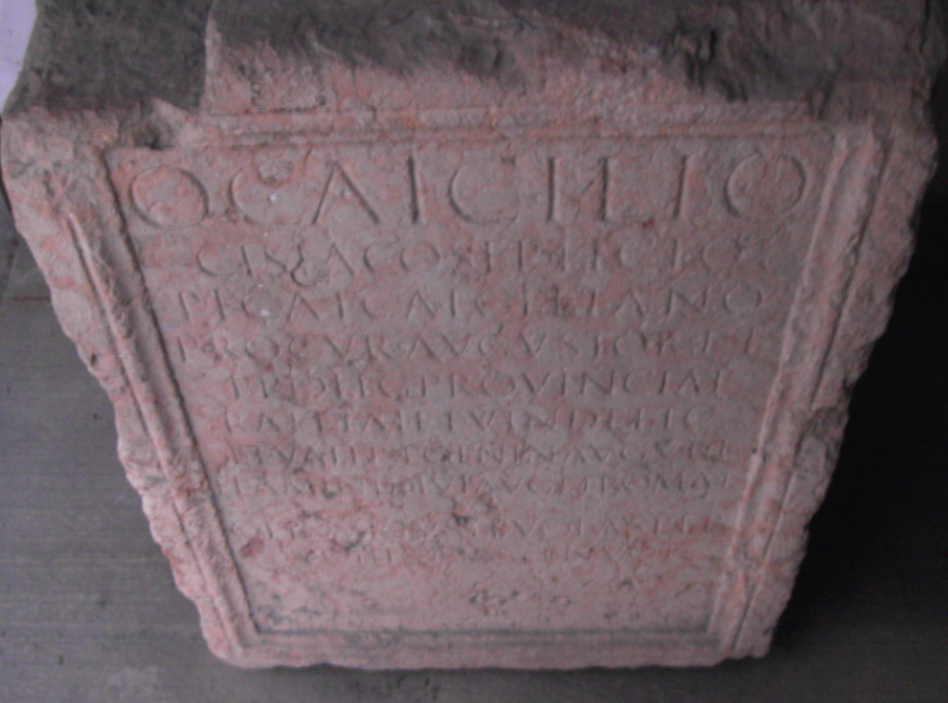
CIL V 3936 que recuerda el cargo de procurator pro legato de Recia revestida por el caballero de Verona, Q. Caecilius Cisiacus. siglos I-II d. C.

El procurator pro legato fue un cargo extraordinario asignado a los procuradores presidiales en el Imperio romano (desde el siglo I al III). Normalmente los procuradores-gobernadores llevaban el título de procurator augusti
A diferencia de estos últimos, los procuradores presidiales no tenían a disposición las tropas de la ciudad, las legiones. Si fuera necesario, por diversos motivos, el envío de tropas se requería un poder especial llamado imperium. Quienes eran revestidos de este poder especial en esas condiciones eran llamados procuratores pro legato.
La provincia en que con mayor frecuencia se concedió este título fue Mauritania (llamada Cesariense o Tingitana.

## Procurator omnium bonorum
En el derecho romano se llama procurator omnium bonorum a quien representa o administra todos los bienes de otro individuo.
La figura del procurator omnium bonorum se desarrolla a partir de la segunda mitad del siglo II a. C. junto con un período de gran expansión territorial romana, y de progresiva concentración de la propiedad haciendal. Hasta aquel momento, no se había sentido la necesidad de usar un sujeto extraño a la propia familia a quien confiar la gestión de todo el patrimonio o de una consistente parte de él. En una economía agrícola basada hasta entonces en fondos de dimensiones modestas, el pater familias podía ocuparse él mismo de todos los asuntos, con la ayuda de su sola familia. Pero cuando la expansión territorial de Roma consintió la formación de patrimonios enormes, nació la necesidad de confiar la administración del propio patrimonio a un sujeto que se ocupase de manera estable.
Al inicio se trató de un liberto que cuando era esclavo desarrollaba las mismas funciones de gestión del patrimonio del señor. La entrega del cargo de procurator se hacía a través de una ceremonia llamada praepositio.